# Обердаль
Обердаль (нем. Oberdahl) — отдельное небольшое поселение города Радеформвальд (район Обербергиш, административный округ Кёльн, земля Северный Рейн-Вестфалия, Германия).

## Положение

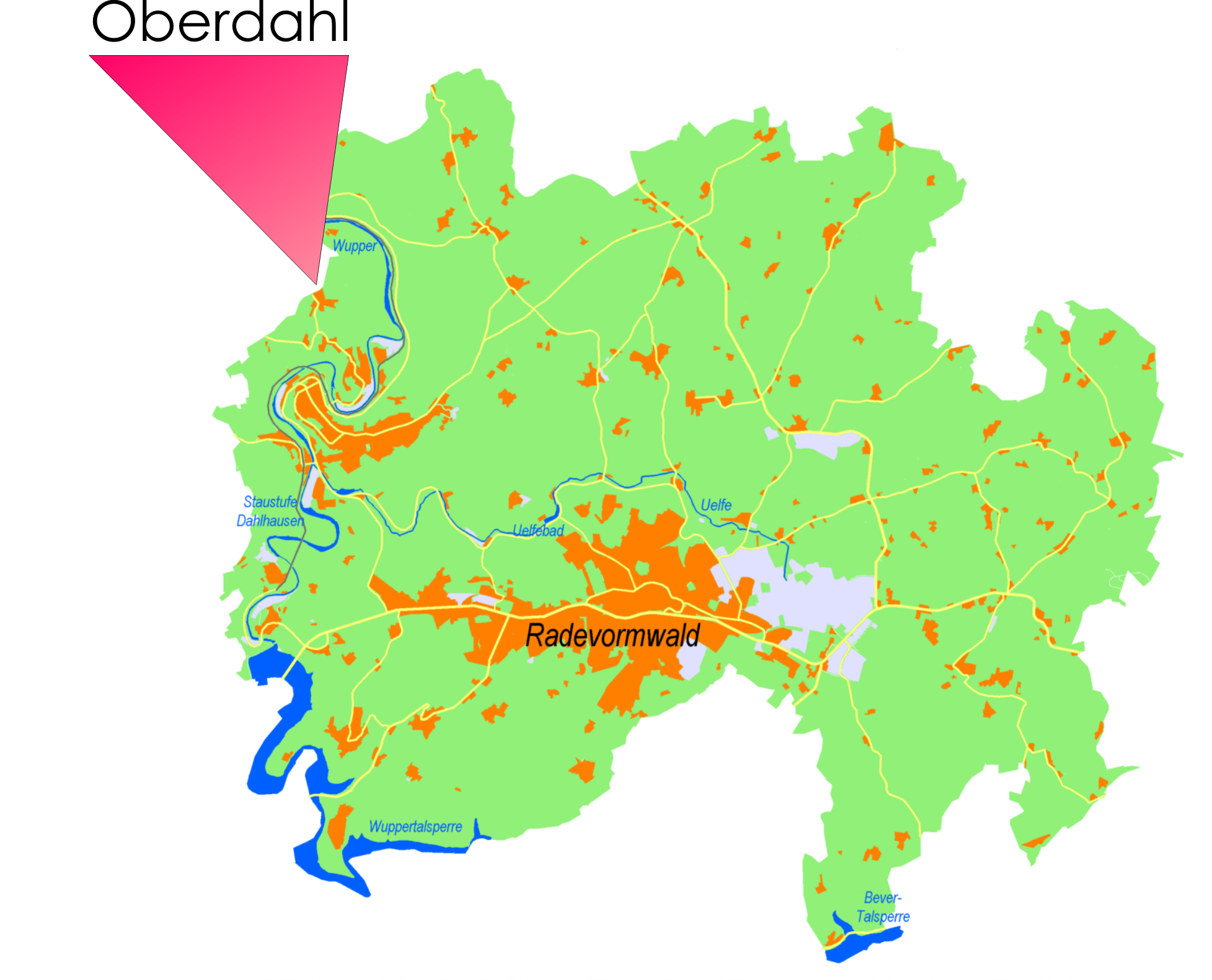
Положение Обердаля на карте Радеформвальда

Поселение расположено на окраине города Вупперталь, и до него можно добраться из деревни Далерау по дороге Вюльфингштрассе. Соседними поселениями являются Коттхаузен (Вупперталь) и Нидердаль. Благодаря своему расположению Обердаль причислен к поселениям Радеформвальда.

## История
Поселение впервые упоминается в документе 1547 года, а именно: «Бувердалль числится в списках Бергишских принудительных служб». Написание первого слова цитаты было Bouverdall. В то время Обердаль принадлежал хоншафту Вальбреккен прихода Люттрингхаузен округа Байенбург, в который также входили 15 окрестных хуторов.
В 1815-1816 гг. в поселении проживало 62 жителя. В 1832 году Обердал продолжал подчиняться администрации хоншафту Вальбреккен, который теперь относился к мэрии Люттрингхаузена. Согласно статистике и топографии административного округа Дюссельдорф, в этом месте, известном уже как деревня, в то время было семь жилых домов, семь сельскохозяйственных построек и одна фабрика. В то время в деревне проживало 76 жителей, из них пять католиков и 71 протестант. В словаре сообщества провинции Рейнланд от 1888 г. здесь указано девять домов со 120 жителями.
В 1898 году деревня Обердаль была передана административному приходу Далерау. Люттрингхаузен был частично включен в Ремшайд, Бармен-Эльберфельд и Радеформвальд в результате реформы муниципального района в 1929 году, Обердаль отошёл к Радеформвальду. В 1994 году в Обердале была установлена первая ветряная турбина (Enercon E-40) города Радеформвальд.
Ныне Обердаль представлен в городском совете кандидатом, избираемым прямым голосованием от избирательного округа 15.

## Происшествие
14 июля 2021 года в земле Северный Рейн-Вестфалия прошёл сильный ливень и на Вуппере началось наводнение. В этих условиях был смыт участок асфальтовой дороги из Обердаля в Нидердаль и таким образом поселение оказалось отрезанным от остального мира. Оставался единственный объездной путь по гравийной полевой дороге. Восстановить разрушенную дорогу удалось только к ноябру 2021 года.

## Паломничество и туризм
Через поселение проходит международный паломнический «Путь Иакова» между городами Вупперталь и Кёльн.
В Обердале пересекаются несколько маркированных туристских маршрутов.
- Основной пешеходный маршрут X7 (Резиденц-путь) проходит через Обердал. После Дальхаузена путь сначала следует по течению Вуппера, а затем поднимается в гору к деревне Обердал.
- Туристский маршрут «Вокруг Вупперталя» (W).
- Круговая пешеходная тропа Вупперталя (A2).

## Транспорт
С конца 2004 года закрыта общественная городская автобусная линия 4 («Der Remlinggrader») и теперь в поселение можно попасть только легковым автомобилем, на велосипеде или пешком.

## Галерея

Виды Обердаля
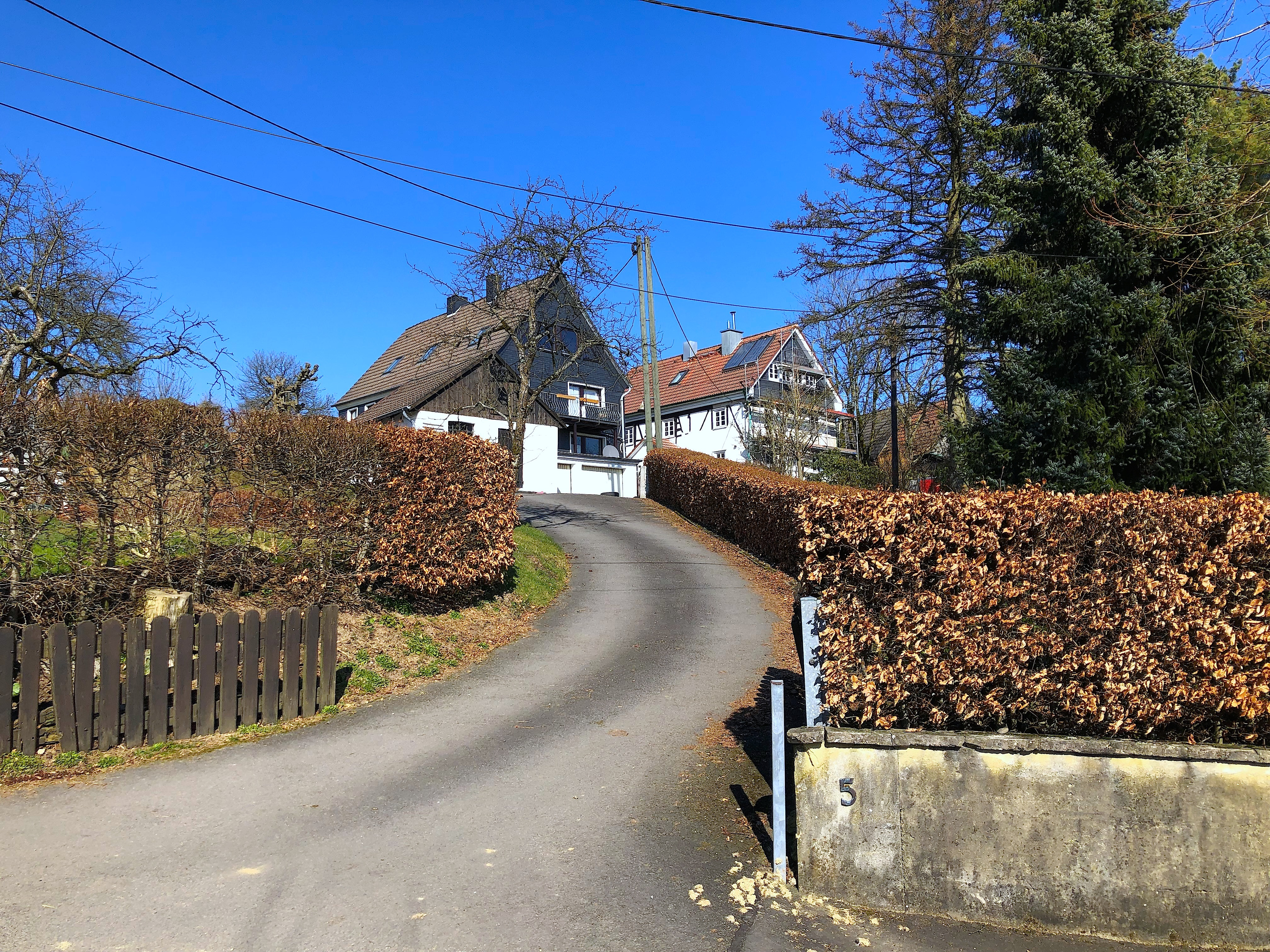
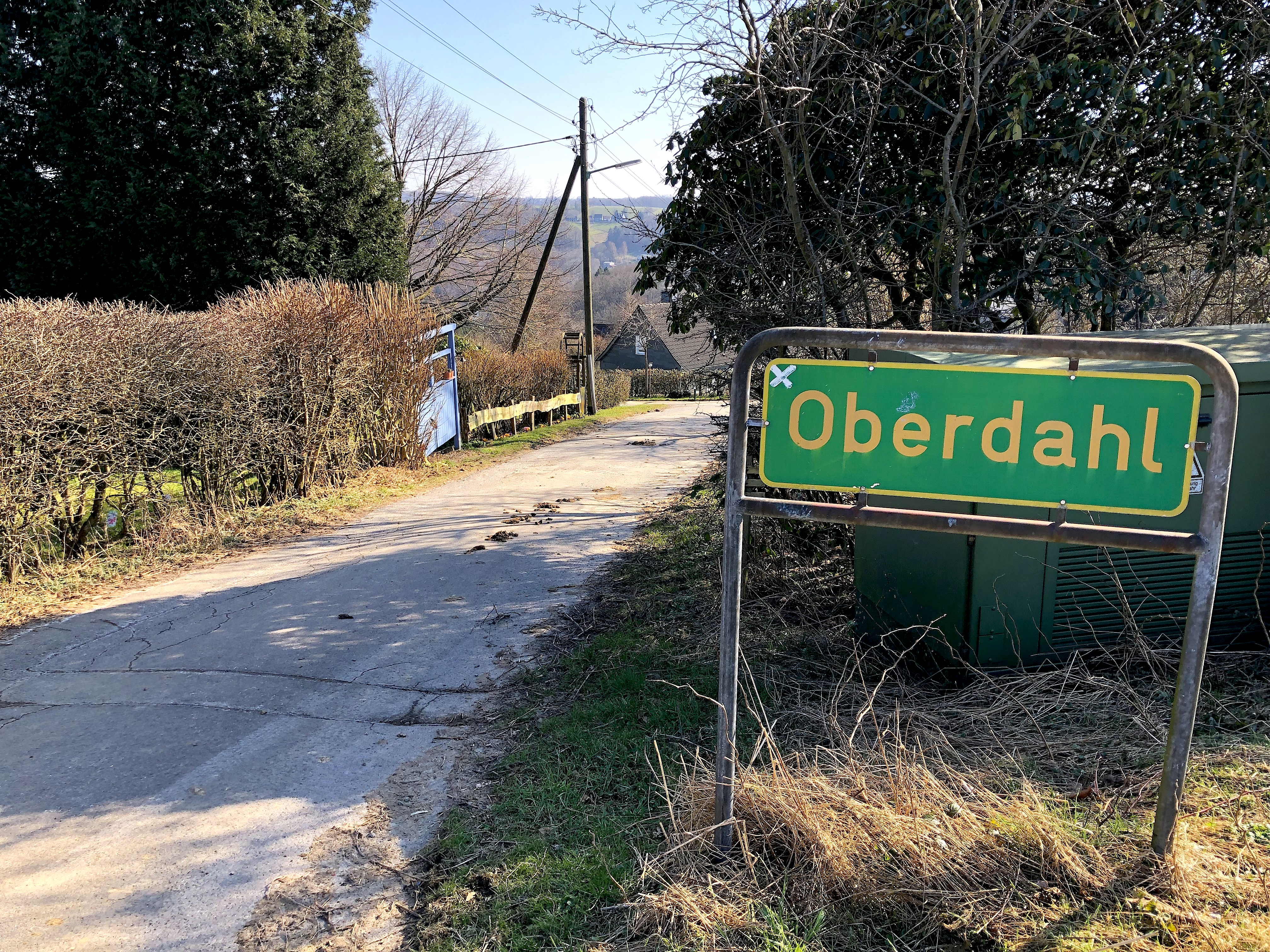
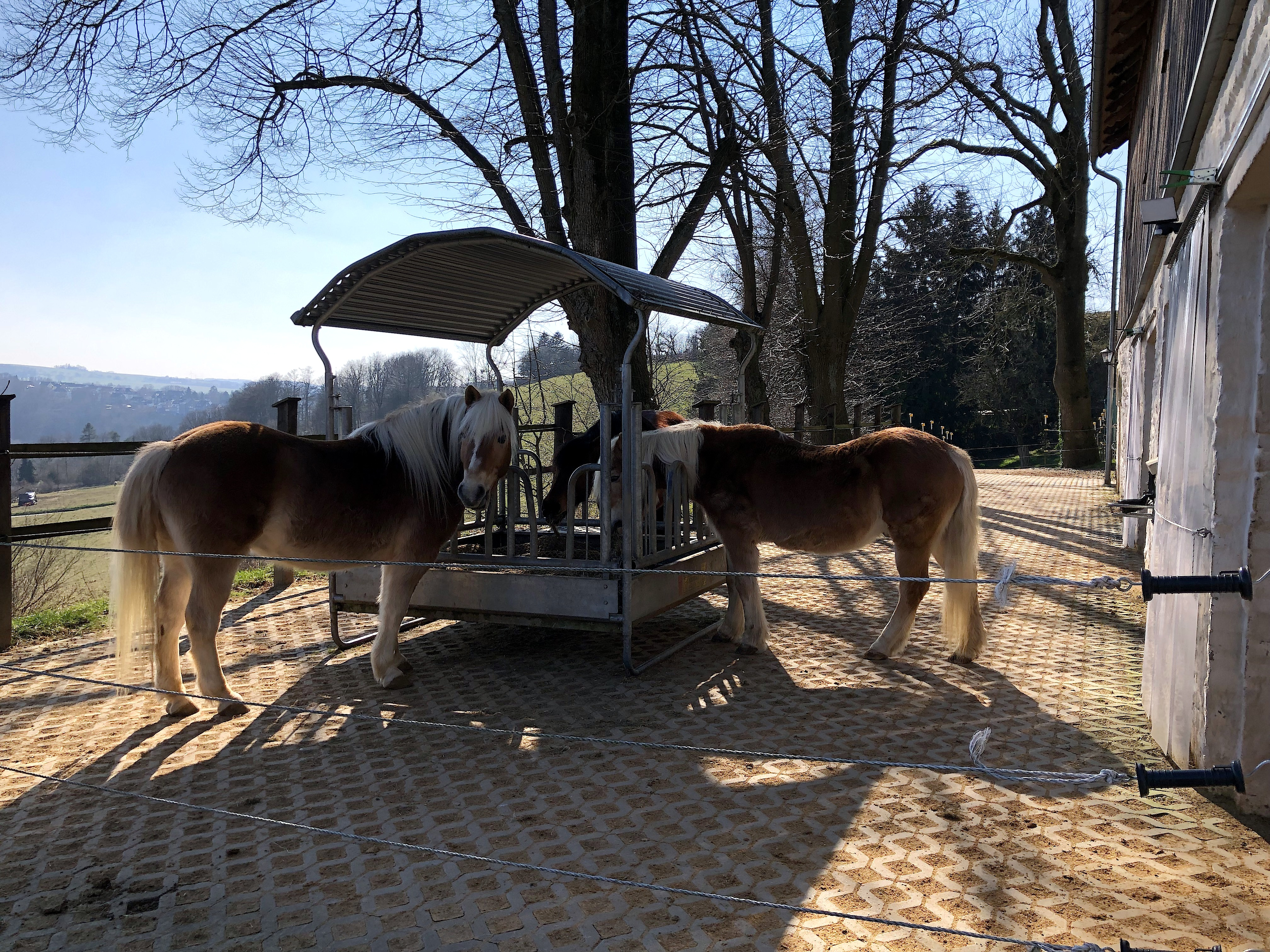
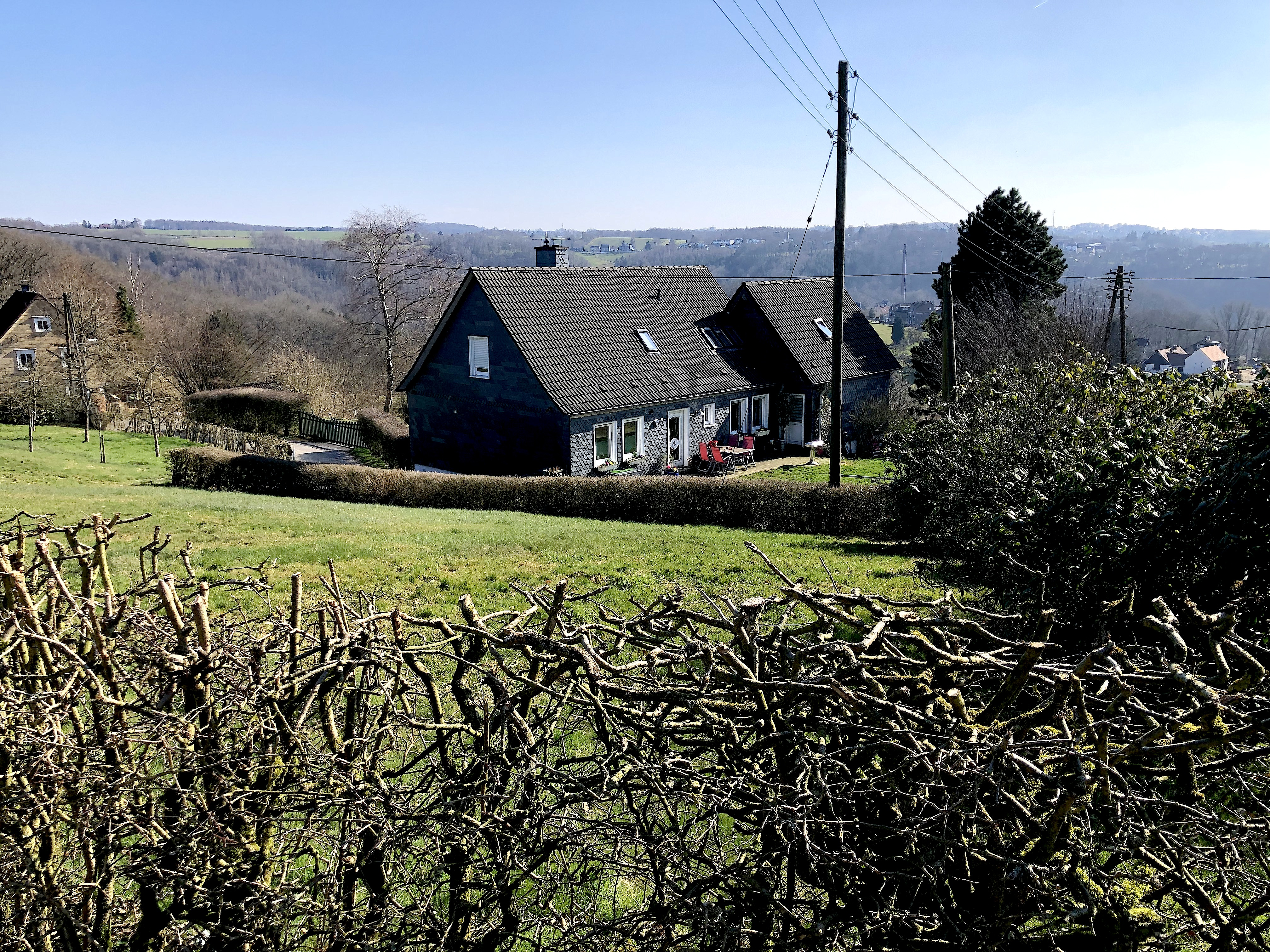
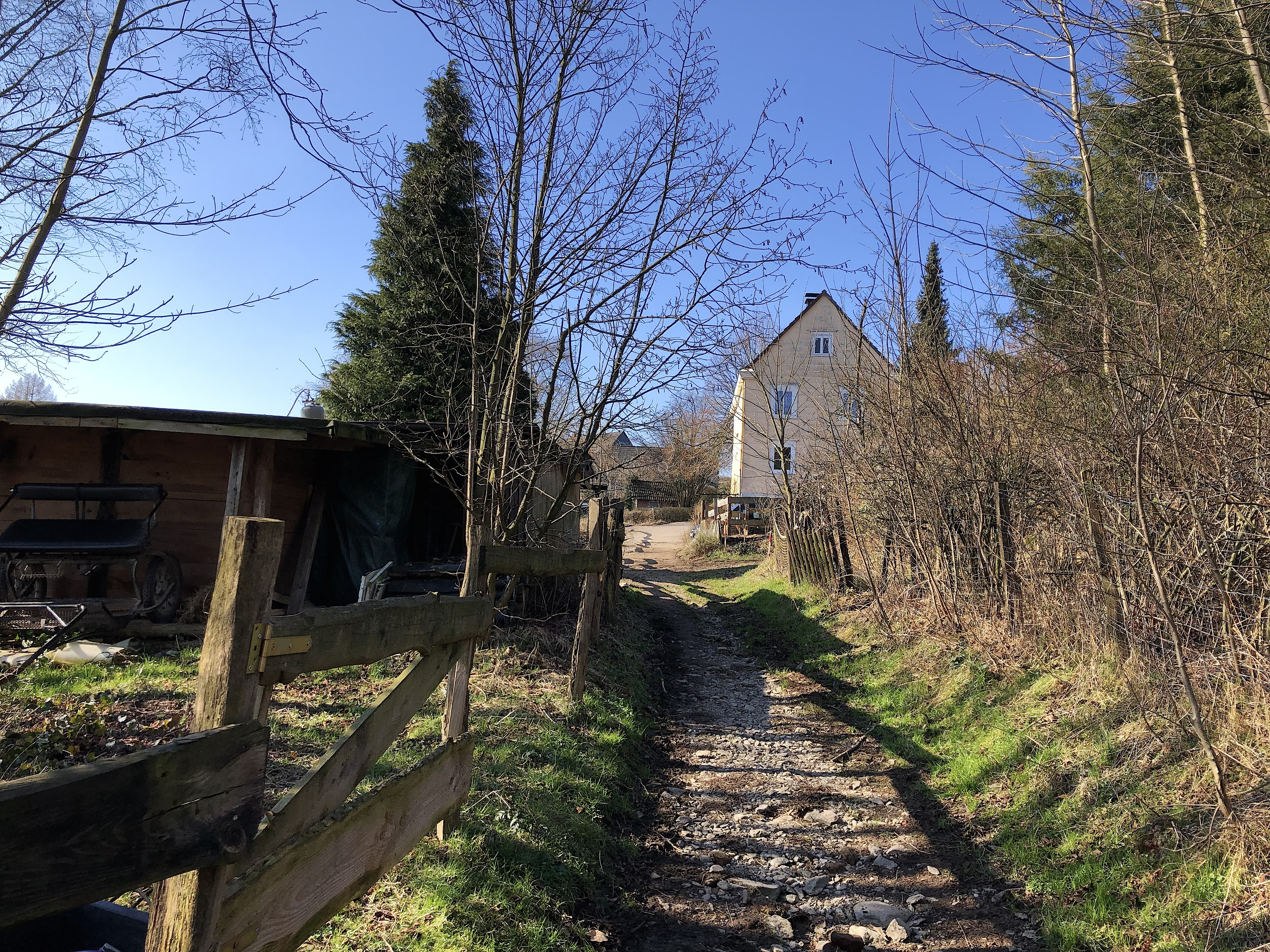
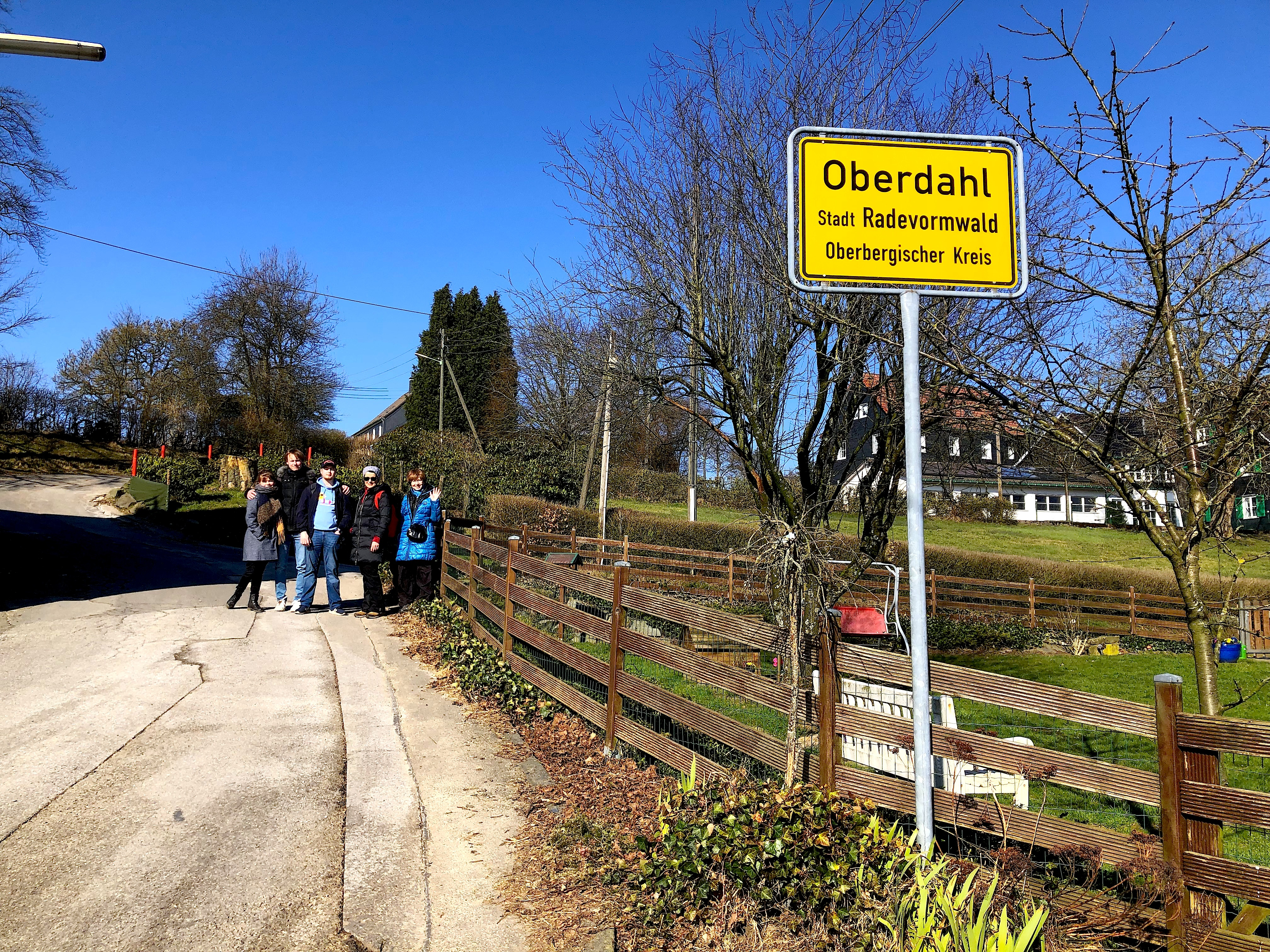